# Liste historischer Architekturmodelle aus Palästina
Die Liste historischer Architekturmodelle aus Palästina erfasst maßstabsgerechte Holzmodelle von heiligen Stätten, die von der franziskanischen Kustodie des Heiligen Landes im 17. und 18. Jahrhundert als exklusive Reisesouvenirs an Pilger und Orientreisende verkauft wurden. Sie wurden in franziskanischen Werkstätten in Jerusalem oder Bethlehem aus verschiedenen Hölzern, Perlmutt, Elfenbein und anderen Materialien angefertigt. Die Idee zu diesen Modellen hatte wahrscheinlich Bernardino Amico OFM, der 1593 das Amt des Guardians zu Bethlehem innehatte. Von seiner Hand stammen Architekturzeichnungen, die den Kunsthandwerkern als Vorlage dienen konnten. Das Sortiment umfasste unter anderem:
1. Grabeskirche in Jerusalem;
2. Heilig-Grab-Ädikula mit gepflastertem Vorplatz;
3. Kalvarienbergkapelle, herausgelöst aus dem Kontext der Grabeskirche;
4. Geburtskirche in Bethlehem samt unterirdischen Kammern;
5. Wohnhaus Marias in Nazareth (Loretokapelle);
6. Haus des Lazarus in Bethanien.

Diese Architekturmodelle dienten in einigen Fällen den Architekten von europäischen Heilig-Grab-Kapellen des 18. Jahrhunderts als Vorbild, am deutlichsten ist dies in Havličkův Brod (Deutsch Brod). Hier wurden die Einlegearbeiten aus Perlmutt an der Fassade nachempfunden.
| Staat              | Ort                                                                 | Objekte | Bild |
| ------------------ | ------------------------------------------------------------------- | --- | ---- |
| Israel/Palästina   | Jerusalem, Museum des Studium Biblicum Franciscanum                 | Grabeskirche |      |
| Israel/Palästina   | Jerusalem, Rockefellermuseum                                        | Grabeskirche |      |
| Israel/Palästina   | Jerusalem, Citadel Museum                                           | Grabeskirche |      |
| Belgien            | Brügge, Städtisches Museum Arentshuis Casa dell'Aquila              | Grabeskirche |      |
| Belgien            | Turnhout, Begijnhofmuseum                                           | Grabeskirche, dem Modell ist ein Pilgerbrief (dat. 1684) beigefügt, Geburtsgrotte |      |
| Dänemark           | Kopenhagen, Nationalmuseum                                          | Grabeskirche, drei Exemplare der Heilig-Grab-Ädikula, Geburtsgrotte |      |
| Deutschland        | Augsburg, Maximilianmuseum                                          | Grabeskirche, Heilig-Grab-Ädikula |      |
| Deutschland        | Bergisches Museum Schloss Burg an der Wupper                        | Grabeskirche |      |
| Deutschland        | Hamburg, Museum für Kunst und Gewerbe                               | Grabeskirche |      |
| Deutschland        | Kassel, Hessisches Landesmuseum                                     | Heilig-Grab-Ädikula mit Maßband |      |
| Deutschland        | Lübeck, St.-Annen-Museum                                            | Heilig-Grab-Ädikula |      |
| Deutschland        | Kloster Asbach, Zweigmuseum des Bayerischen Nationalmuseums München | Grabeskirche, zwei Exemplare der Heilig-Grab-Ädikula, eines davon mit Lederfutteral |      |
| Deutschland        | Regensburg, Schloss Emmeram                                         | Grabeskirche (dat. 1696), Geburtsgrotte (dat. 1697), Heilig-Grab-Ädikula (dat. 1702), Himmelfahrtskapelle (dat. 1702), Mariengrab (dat. 1703), Abendmahlssaal auf dem Zion (dat. 1718), Wohnhaus Marias in Nazareth (dat. 1718), Helenakapelle mit dem Ort der Kreuzauffindung (dat. 1718), Kalvarienbergkapelle (dat. 1718), Verkündigungsgrotte in Nazareth (dat. 1718), Rahelgrab (dat.1718), Grabkammern („Katakomben“) bei Nazareth (dat. 1719), Bogen des Pilatus an der Via Dolorosa (dat. 1720), Geburtskirche (dat. 1720), Haus von Joachim und Anna (dat. 1721), Matarieh in Ägypten (dat. 1721), hier soll die Heilige Familie bei der Flucht nach Ägypten übernachtet haben, Mariengrab (dat. 1721), Milchgrotte bei Bethlehem (dat. 1727), Prätorium des Pilatus (dat. 1727), Hütten auf dem Berg Tabor (dat. 1727), Blutacker (dat. 1728), Haus des Zacharias (dat. 1732), Haus der Veronica und Gerichtstor an der Via Dolorosa (dat. 1732), Haus des Zebedäus (dat. 1732) |      |
| Frankreich         | Poitiers, Musée de la Ville                                         | Grabeskirche |      |
| Großbritannien     | Birmingham, Museum of the Order of the Cross                        | Grabeskirche |      |
| Großbritannien     | Lincolnshire, Burghley House                                        | Grabeskirche |      |
| Großbritannien     | London, British Museum                                              | Geburtskirche, drei Exemplare der Grabeskirche |      |
| Großbritannien     | London, Palestine Exploration Fund                                  | Grabeskirche |      |
| Großbritannien     | London, Museum of the British Order of St. John                     | Zwei Exemplare der Grabeskirche, Heilig-Grab-Ädikula |      |
| Großbritannien     | Northampton Museum and Art Gallery                                  | Grabeskirche |      |
| Großbritannien     | Oxford, Ashmolean Museum                                            | Zwei Exemplare der Heilig-Grab-Ädikula, Geburtsgrotte, Kalvarienbergkapelle |      |
| Italien            | Brescia, Civici Musei d'arte e storia                               | Heilig-Grab-Ädikula |      |
| Italien            | Casale Monferrato, Museo Civico                                     | Heilig-Grab-Ädikula, Geburtsgrotte |      |
| Italien            | Florenz, Palazzo Pitti                                              | Grabeskirche, Geburtskirche (letztere dat. 1699) |      |
| Italien            | Genua, Museo di Palazzo Reale                                       | Grab der Maria |      |
| Italien            | Turin, Museo Civico d'Arte Antica di Torino                         | Grabeskirche |      |
| Malta              | La Valletta, Suore Gerosolimitane di Sant'Ursula                    | Grabeskirche |      |
| Malta              | La Valletta, Commissariato di Terra Santa                           | Drei Exemplare der Heilig-Grab-Ädikula |      |
| Niederlande        | Utrecht, Museum Catharijneconvent                                   | Geburtsgrotte, Grabeskirche und Heilig-Grab-Ädikula |      |
| Österreich         | Henndorf am Wallersee, Kapelle                                      | Heilig-Grab-Ädikula, seit 1722 in der Kapelle |      |
| Österreich         | Wien, Kunsthistorisches Museum (Geistliche Schatzkammer)            | Grabeskirche; größtes erhaltenes Exemplar: 76 × 62 × 42 cm. |      |
| Polen              | Krakau, Universitätsmuseum                                          | Heilig-Grab-Ädikula |      |
| Portugal           | Lissabon, Vila Viciosa                                              | Grabeskirche (dat. 1661, auf dem Vorplatz als Perlmutteinlage) |      |
| Russland           | Istra, Museum Neues Jerusalem                                       | Grabeskirche, Geburtsgrotte |      |
| Schweden           | Schloss Skokloster                                                  | Heilig-Grab-Ädikula |      |
| Spanien            | Nationales Archäologisches Museum                                   | Grabeskirche |      |
| Vereinigte Staaten | Boston, Museum of Fine Arts                                         | Grabeskirche |      |
| Brasilien          | Rio de Janeiro, Museu Histórico Nacional                            | Grabeskirche |      |